# Hôtel (17 place Foire-le-Roi, Tours)
Pour les articles homonymes, voir Hôtel (homonymie).
L'hôtel est un hôtel particulier du XVIIIe siècle, situé à Tours dans le Vieux-Tours, au 17 place Foire-le-Roi. Le monument fait l’objet d’une inscription au titre des monuments historiques depuis 1946.